# 平原郡 (平安南道)
座標: 北緯39度18分54秒 東経125度38分33秒 / 北緯39.3151358度 東経125.6425208度
平原郡（ピョンウォンぐん）は朝鮮民主主義人民共和国平安南道に属する郡。

## 地理
平安南道の西部に位置する。東西に長い郡であり、西は黄海（西朝鮮湾）に面する。
朝鮮中央テレビで取り上げられた、
「平原銀河布工場」があるのは、ここである。

### 隣接行政区
- 北 － 粛川郡
- 東 － 順安区域（平壌直轄市）、平城市
- 南 － 大同郡、甑山郡

## 行政区域
1邑・2労働者区・29里を管轄する。
| - 平原邑（ピョンウォヌプ） - 漁波労働者区（オパロドンジャグ） - 漢川労働者区（ハンチョンノドンジャグ） - 南山里（ナムサンニ） - 大巌里（テアムニ） - 大井里（テジョンニ） - 大豊里（テプンニ） - 徳済里（トクチェリ） - 徳浦里（トクポリ） - 両橋里（リャンギョリ） - 龍上里（リョンサンニ） - 龍二里（リョンイリ） - 梅田里（メジョンニ） - 文興里（ムヌンニ） - 三峯里（サンボンニ） - 上松里（サンソンニ） | - 石橋里（ソッキョリ） - 石巌里（ソガムニ） - 松林里（ソンニムニ） - 松石里（ソンソンニ） - 松花里（ソンファリ） - 新成里（シンソンニ） - 新松里（シンソンニ） - 深源里（シムォンニ） - 雲龍里（ウルリョンニ） - 雲峯里（ウンボンニ） - 院巌里（ウォナムニ） - 元和里（ウォヌァリ） - 月逸里（ウォリルリ） - 青龍里（チョンニョンニ） - 青宝里（チョンボリ） - 和津里（ファジンニ） |

## 歴史

### 前近代
高麗時代には防禦使が設置され、1018年には西京に直属して永清県と呼ばれた。1256年には安仁鎮に属したが、高麗末期の1358年には再び永清県となった。
朝鮮王朝成立後の1396年には永寧県と改称され、1423年には永柔県と改称した。

### 近代
1895年、平安道永柔県は平壌府所属の永柔郡となり（二十三府制）、1896年には平安南道所属となった。
1914年、永柔郡・粛川郡・順安郡、平壌府の一部（徳山面）、甑山郡の一部（漢川面）が統合され、平原郡が設置された。日本統治時代の平原郡は、平壌府（平壌市）の西北郊外一帯を占める広大な郡であった。
1945年8月時点で、平原郡は以下の1邑15面から構成されていた。
- 永柔邑 － 영유읍【永柔邑】 （ヨンユ=ウプ）
- 公徳面 － 공덕면【公德面】 （コンドク=ミョン）
- 東岩面 － 동암면【東岩面】 （トンアム=ミョン）
- 順安面 － 순안면【順安面】 （スナン=ミョン）
- 両花面 － 양화면【兩花面】 （ヤンファ=ミョン）
- 徳山面 － 덕산면【德山面】 （トクサン=ミョン）
- 検山面 － 검산면【檢山面】 （コムサン=ミョン）
- 鷺池面 － 노지면【鷺池面】 （ノジ=ミョン）
- 漢川面 － 한천면【漢川面】 （ハンチョン=ミョン）
- 東松面 － 동송면【東松面】 （トンソン=ミョン）
- 西海面 － 서해면【西海面】 （ソヘ=ミョン）
- 粛川面 － 숙천면【肅川面】 （スクチョン=ミョン）
- 龍湖面 － 용호면【龍湖面】 （ヨンホ=ミョン）
- 朝雲面 － 조운면【朝雲面】 （チョウン=ミョン）
- 青山面 － 청산면【靑山面】 （チョンサン=ミョン）
- 海蘇面 － 해소면【海蘇面】 （ヘソ=ミョン）

### 第二次世界大戦後
1947年、順安面・両花面・東岩面を大同郡に移管した。
1952年12月、北部を粛川郡として分離し、鷺池面・平原面（永柔邑）・青山面・公徳面・漢川面の全域および龍湖面・徳山面の各一部からなる平原郡を再構成した（1邑25里）。
1972年4月には順安郡の4里を編入した。
2003年の時点で、1邑2労働者区（漁波・漢川）29里から構成される。

### 年表
この節の出典
- 1914年4月1日 - 郡面併合により、平安南道永柔郡・順安郡・粛川郡および甑山郡の一部(草谷面・津坊面)、平壌府の一部(徳山面)が合併し、平原郡が発足。平原郡に以下の面が成立。(18面)
  - 永柔面・鷺池面・青山面・龍湖面・海蘇面・順安面・両花面・龍興面・東頭面・公平面・自徳面・粛川面・東松面・検山面・朝雲面・西海面・漢川面・徳山面
- 1914年10月 - 龍興面が石岩面に改称。(18面)
- 1929年4月1日 (16面)
  - 東頭面・石岩面が合併し、東岩面が発足。
  - 公平面・自徳面が合併し、公徳面が発足。
  - 永柔面が平原面に改称。
- 1947年 - 順安面・両花面・東岩面が大同郡に編入。(13面)
- 1952年12月 - 郡面里統廃合により、平安南道平原郡鷺池面・平原面・青山面・公徳面・漢川面および龍湖面・徳山面の各一部地域をもって、平原郡を設置。平原郡に以下の邑・里が成立。(1邑25里)
  - 平原邑・長興里・龍上里・新成里・両橋里・院巌里・松林里・月逸里・松石里・三峯里・大巌里・大井里・文興里・徳済里・徳浦里・雲峯里・石橋里・梅田里・青龍里・雲龍里・和津里・新松里・南山里・青宝里・深源里・松花里
- 1954年 - 月逸里の一部が平原邑に編入。(1邑25里)
- 1967年 (1邑1労働者区24里)
  - 松石里の一部が三峯里に編入。
  - 長興里が漁波労働者区に昇格。
- 1972年4月 - 順安郡山陰里・石巌里・龍二里・上松里を編入。(1邑1労働者区28里)
  - 山陰里が元和里に改称。
- 1990年 - 雲龍里・梅田里・新松里の各一部(新しく開墾された干拓地)が合併し、大豊里が発足。(1邑1労働者区29里)
- 1992年 - 和津里・新松里の各一部が合併し、漢川労働者区が発足。(1邑2労働者区29里)
- 1997年5月 - 院巌里の一部が龍二里に編入。(1邑2労働者区29里)

## 交通

### 鉄道
- 平義線
  - 漁波駅
- 南洞線
  - 漢川駅 - 大豊駅

## 出身者
- 金容淳 － 北朝鮮の政治家、1934年平原郡生まれ。